# Fissidens gymnostomus
Fissidens gymnostomus är en bladmossart som beskrevs av Bruggeman-nannenga 1989 [1990. Fissidens gymnostomus ingår i släktet fickmossor, och familjen Fissidentaceae. Inga underarter finns listade i Catalogue of Life.